# Ramona S. Diaz
Pour les articles homonymes, voir Diaz.
Ramona S. Diaz, née le 31 août 1962 aux Philippines, est une réalisatrice de documentaires philippino-américaine surtout connue pour avoir créé des « documentaires axés sur les personnages »,,,.

## Biographie
Ses œuvres notables incluent le film de 2012 Don't Stop Believin': Everyman's Journey, mettant en vedette le groupe Journey et son nouveau chanteur principal Arnel Pineda, qui a remporté le prix du public pour la saison 2013-2014 de Independent Lens de PBS et le film Imelda de 2003, sur la vie d'Imelda Marcos, ancienne Première Dame des Philippines,,.
En 2019, Diaz a reçu une bourse d'études d'United States Artists (USA).

## Festival du film de Sundance
Quatre des films de Diaz ont été projetés au Sundance Film Festival : 
1. Imelda, un documentaire biographique sur les débuts d'Imelda en tant que gagnante du concours de beauté de l'épouse du politicien montant et futur président des Philippines, Ferdinand Marcos.
2. La Fabrique à bébés (Motherland), un documentaire se déroulant dans une maternité surpeuplée et sous-financée à Manille[11]. La Fabrique à bébés a reçu un prix spécial du jury à Sundance en 2017 et a été présenté en première la même année au Festival international du film de Berlin[12].
3. A Thousand Cuts, un profil de la lauréate du prix Nobel de la paix Maria Ressa, journaliste travaillant aux Philippines, publié en 2020[13].
4. And So It Begins en 2024.

## Filmographie
- 1997 : Spirits Rising[14]
- 2003 : Imelda[15]
- 2011 : Give Up Tomorrow  (en tant que producteur exécutif)
- 2011 : P.O.V. (en)  (épisode The Learning)
- 2013 : Independent Lens (en)  (épisode Don't Stop Believin': Everyman's Journey)
- 2017 : La Fabrique à bébés (Motherland)
- 2020 : A Thousand Cuts[14]
- 2024 : And So It Begins

## Prix
| Année | Prix            | Festival                                                         | Film                                     |
| ----- | --------------- | ---------------------------------------------------------------- | ---------------------------------------- |
| 2013  | Prix du public  | Festival international du film de Palm Springs                   | Don't Stop Believin': Everyman's Journey |
| 2017  | Prix Viktor     | Festival international du film documentaire de Munich (DOK.fest) | La Fabrique à bébés (Motherland)         |
| 2017  | Prix du montage | Festival du film de Sundance                                     | La Fabrique à bébés (Motherland)         |
| 2020  | Prix DocEdge    | Festival Doc Edge (en)                                           | A Thousand Cuts                          |

- (en) Ramona S. Diaz: Awards, sur l'Internet Movie Database